# Stagioni dei Las Vegas Raiders
Questa è la lista delle stagioni sportive dei Las Vegas Raiders nella National Football League che documenta i risultati stagione per stagione dal 1960 ad oggi, compresi i risultati nei play-off.

## Risultati stagione per stagione
| Cronistoria dei Las Vegas Raiders | Cronistoria dei Las Vegas Raiders | Cronistoria dei Las Vegas Raiders | Cronistoria dei Las Vegas Raiders | Cronistoria dei Las Vegas Raiders | Cronistoria dei Las Vegas Raiders | Cronistoria dei Las Vegas Raiders | Cronistoria dei Las Vegas Raiders | Cronistoria dei Las Vegas Raiders | Cronistoria dei Las Vegas Raiders | Cronistoria dei Las Vegas Raiders |                              |
| Stagione di lega                  | Stagione di squadra               | Lega                              | Conference                        | Division                          | Stagione regolare                 | Stagione regolare                 | Stagione regolare                 | Stagione regolare                 | Play-off | Premi individuali |                              |
| Stagione di lega                  | Stagione di squadra               | Lega                              | Conference                        | Division                          | Pos.                              | V                                 | S                                 | P                                 | Play-off | Premi individuali |                              |
| --------------------------------- | --------------------------------- | --------------------------------- | --------------------------------- | --------------------------------- | --------------------------------- | --------------------------------- | --------------------------------- | --------------------------------- | --- | --- | ---------------------------- |
| 1960                              | 1960                              | AFL                               |                                   | Western                           | 3                                 | 6                                 | 8                                 | 0                                 | non disputati | Inseriti nella AFL Western. |                              |
| 1961                              | 1961                              | AFL                               |                                   | Western                           | 4                                 | 2                                 | 12                                | 0                                 | non disputati | |                              |
| 1962                              | 1962                              | AFL                               |                                   | Western                           | 4                                 | 1                                 | 13                                | 0                                 | non disputati | |                              |
| 1963                              | 1963                              | AFL                               |                                   | Western                           | 2                                 | 10                                | 4                                 | 0                                 | non disputati | |                              |
| 1964                              | 1964                              | AFL                               |                                   | Western                           | 3                                 | 5                                 | 7                                 | 2                                 | non disputati | |                              |
| 1965                              | 1965                              | AFL                               |                                   | Western                           | 2                                 | 8                                 | 5                                 | 1                                 | non disputati | |                              |
| 1966                              | 1966                              | AFL                               |                                   | Western                           | 2                                 | 8                                 | 5                                 | 1                                 | non disputati | Viene giocato il 1º Super Bowl. |                              |
| 1967                              | 1967                              | AFL                               |                                   | Western                           | 1                                 | 13                                | 1                                 | 0                                 | V AFL Championship contro gli Houston Oilers (40-7) S Super Bowl II contro i Green Bay Packers (14-33) | |                              |
| 1968                              | 1968                              | AFL                               |                                   | Western                           | 1                                 | 12                                | 2                                 | 0                                 | V Western Division play-off contro i Kansas City Chiefs (41-6) S AFL Championship contro i New York Jets (23-27) | |                              |
| 1969                              | 1969                              | AFL                               |                                   | Western                           | 1                                 | 12                                | 1                                 | 1                                 | V Divisional play-off contro gli Houston Oilers (56-7) S AFL Championship contro i Kansas City Chiefs (7-17) | |                              |
| 1970                              | 1970                              | NFL                               | AFC                               | West                              | 1                                 | 8                                 | 4                                 | 2                                 | V Divisional play-off contro i Miami Dolphins (21-14) S AFL Championship contro i Baltimore Colts (17-27) | Inseriti nella AFC West a seguito della fusione tra AFL e NFL.                                                                                         |                              |
| 1971                              | 1971                              | NFL                               | AFC                               | West                              | 2                                 | 8                                 | 4                                 | 2                                 | non disputati | |                              |
| 1972                              | 1972                              | NFL                               | AFC                               | West                              | 1                                 | 10                                | 3                                 | 1                                 | S Divisional play-off contro i Pittsburgh Steelers (7-13) | |                              |
| 1973                              | 1973                              | NFL                               | AFC                               | West                              | 1                                 | 9                                 | 4                                 | 1                                 | V Divisional play-off contro i Pittsburgh Steelers (33-14) S AFC Championship contro i Miami Dolphins (10-27) | |                              |
| 1974                              | 1974                              | NFL                               | AFC                               | West                              | 1                                 | 12                                | 2                                 | 0                                 | V Divisional play-off contro i Miami Dolphins (28-26) S AFC Championship contro i Pittsburgh Steelers (13-24) | |                              |
| 1975                              | 1975                              | NFL                               | AFC                               | West                              | 1                                 | 11                                | 3                                 | 0                                 | V Divisional play-off contro i Cincinnati Bengals (31-28) S AFC Championship contro i Pittsburgh Steelers (10-16) | |                              |
| 1976                              | 1976                              | NFL                               | AFC                               | West                              | 1                                 | 13                                | 1                                 | 0                                 | V Divisional play-off contro i New England Patriots (24-21) V AFC Championship contro i Pittsburgh Steelers (24-7) V Super Bowl XI contro i Minnesota Vikings (32-14)                                                 | |                              |
| 1977                              | 1977                              | NFL                               | AFC                               | West                              | 1                                 | 11                                | 3                                 | 0                                 | V Divisional play-off contro i Baltimore Colts(37-31) S AFC Championship contro i Denver Broncos (17-20) | |                              |
| 1978                              | 1978                              | NFL                               | AFC                               | West                              | 2                                 | 9                                 | 7                                 | 0                                 | non disputati | Da questa stagione le partite della stagione regolare diventano 16.                                                                                    |                              |
| 1979                              | 1979                              | NFL                               | AFC                               | West                              | 3                                 | 9                                 | 7                                 | 0                                 | non disputati | |                              |
| 1980                              | 1980                              | NFL                               | AFC                               | West                              | 2                                 | 11                                | 5                                 | 0                                 | V Wild Card Game contro gli Houston Oilers (27-7) V Divisional play-off contro i Cleveland Browns (14-12) V AFC Championship contro i San Diego Chargers (34-27) V Super Bowl XV contro i Philadelphia Eagles (27-10) | |                              |
| 1981                              | 1981                              | NFL                               | AFC                               | West                              | 4                                 | 7                                 | 9                                 | 0                                 | non disputati | |                              |
| 1982                              | 1982                              | NFL                               | AFC                               | --                                | 1                                 | 8                                 | 1                                 | 0                                 | V First Round contro i Cleveland Browns (27-10) S Second Round contro i New York Jets (14-17) | Diventano Los Angeles Raiders. In questa stagione a causa di uno sciopero vennero giocate solamente 9 partite e non vi furono classifiche di Division. |                              |
| 1983                              | 1983                              | NFL                               | AFC                               | West                              | 1                                 | 12                                | 4                                 | 0                                 | V Divisional play-off contro i Pittsburgh Steelers (38-10) V AFC Championship contro i Seattle Seahawks (30-14) V Super Bowl XVIII contro i Washington Redskins (38-9)                                                | |                              |
| 1984                              | 1984                              | NFL                               | AFC                               | West                              | 3                                 | 11                                | 5                                 | 0                                 | S Wild Card Game contro i Seattle Seahawks (7-13) | |                              |
| 1985                              | 1985                              | NFL                               | AFC                               | West                              | 1                                 | 12                                | 4                                 | 0                                 | S Divisional play-off contro i New England Patriots (27-20) | |                              |
| 1986                              | 1986                              | NFL                               | AFC                               | West                              | 4                                 | 8                                 | 8                                 | 0                                 | non disputati | |                              |
| 1987                              | 1987                              | NFL                               | AFC                               | West                              | 4                                 | 5                                 | 10                                | 0                                 | non disputati | In questa stagione a causa di uno sciopero hanno giocato una partita in meno.                                                                          |                              |
| 1988                              | 1988                              | NFL                               | AFC                               | West                              | 3                                 | 7                                 | 9                                 | 0                                 | non disputati | |                              |
| 1989                              | 1989                              | NFL                               | AFC                               | West                              | 3                                 | 8                                 | 8                                 | 0                                 | non disputati | |                              |
| 1990                              | 1990                              | NFL                               | AFC                               | West                              | 1                                 | 12                                | 4                                 | 0                                 | V Divisional play-off contro i Cincinnati Bengals (20-10) S AFC Championship contro i Buffalo Bills (3-51) | |                              |
| 1991                              | 1991                              | NFL                               | AFC                               | West                              | 3                                 | 9                                 | 7                                 | 0                                 | S Wild Card Game contro i Kansas City Chiefs (6-10) | |                              |
| 1992                              | 1992                              | NFL                               | AFC                               | West                              | 4                                 | 7                                 | 9                                 | 0                                 | non disputati | |                              |
| 1993                              | 1993                              | NFL                               | AFC                               | West                              | 2                                 | 10                                | 6                                 | 0                                 | V Wild Card Game contro i Denver Broncos (42-24) S Divisional play-off contro i Buffalo Bills (23-29) | |                              |
| 1994                              | 1994                              | NFL                               | AFC                               | West                              | 2                                 | 9                                 | 7                                 | 0                                 | non disputati | |                              |
| 1995                              | 1995                              | NFL                               | AFC                               | West                              | 4                                 | 8                                 | 8                                 | 0                                 | non disputati | Ridiventano Oakland Raiders. |                              |
| 1996                              | 1996                              | NFL                               | AFC                               | West                              | 5                                 | 7                                 | 9                                 | 0                                 | non disputati | |                              |
| 1997                              | 1997                              | NFL                               | AFC                               | West                              | 4                                 | 4                                 | 12                                | 0                                 | non disputati | |                              |
| 1998                              | 1998                              | NFL                               | AFC                               | West                              | 3                                 | 8                                 | 8                                 | 0                                 | non disputati | |                              |
| 1999                              | 1999                              | NFL                               | AFC                               | West                              | 4                                 | 8                                 | 8                                 | 0                                 | non disputati | |                              |
| 2000                              | 2000                              | NFL                               | AFC                               | West                              | 1                                 | 12                                | 4                                 | 0                                 | V Divisional play-off contro i Miami Dolphins (27-0) S AFC championship contro i Baltimore Ravens (3-16) | |                              |
| 2001                              | 2001                              | NFL                               | AFC                               | West                              | 1                                 | 10                                | 6                                 | 0                                 | V Wild Card Game contro i New York Jets (38-24) S Divisional play-off contro i New England Patriots (13-16) | |                              |
| 2002                              | 2002                              | NFL                               | AFC                               | West                              | 1                                 | 11                                | 5                                 | 0                                 | V Divisional play-off contro i New York Jets (30-10) V AFC Championship contro i Tennessee Titans (41-24) S Super Bowl XXXVII contro i Tampa Bay Buccaneers (21-48)                                                   | |                              |
| 2003                              | 2003                              | NFL                               | AFC                               | West                              | 4                                 | 4                                 | 12                                | 0                                 | non disputati | |                              |
| 2004                              | 2004                              | NFL                               | AFC                               | West                              | 4                                 | 5                                 | 11                                | 0                                 | non disputati | |                              |
| 2005                              | 2005                              | NFL                               | AFC                               | West                              | 4                                 | 4                                 | 12                                | 0                                 | non disputati | |                              |
| 2006                              | 2006                              | NFL                               | AFC                               | West                              | 4                                 | 2                                 | 14                                | 0                                 | non disputati | |                              |
| 2007                              | 2007                              | NFL                               | AFC                               | West                              | 3                                 | 4                                 | 12                                | 0                                 | non disputati | |                              |
| 2008                              | 2008                              | NFL                               | AFC                               | West                              | 3                                 | 5                                 | 11                                | 0                                 | non disputati | |                              |
| 2009                              | 2009                              | NFL                               | AFC                               | West                              | 3                                 | 5                                 | 11                                | 0                                 | non disputati | |                              |
| 2010                              | 2010                              | NFL                               | AFC                               | West                              | 3                                 | 8                                 | 8                                 | 0                                 | non disputati | |                              |
| 2011                              | 2011                              | NFL                               | AFC                               | West                              | 3                                 | 8                                 | 8                                 | 0                                 | non disputati | |                              |
| 2012                              | 2012                              | NFL                               | AFC                               | West                              | 3                                 | 4                                 | 12                                | 0                                 | non disputati | |                              |
| 2013                              | 2013                              | NFL                               | AFC                               | West                              | 4                                 | 4                                 | 12                                | 0                                 | non disputati | |                              |
| 2014                              | 2014                              | NFL                               | AFC                               | West                              | 4                                 | 3                                 | 13                                | 0                                 | non disputati | |                              |
| 2015                              | 2015                              | NFL                               | AFC                               | West                              | 3                                 | 7                                 | 9                                 | 0                                 | non disputati | |                              |
| 2016                              | 2016                              | NFL                               | AFC                               | West                              | 1T                                | 12                                | 4                                 | 0                                 | S Wild Card Game contro i Houston Texans (14-27) | |                              |
| 2017                              | 2017                              | NFL                               | AFC                               | West                              | 3                                 | 6                                 | 10                                | 0                                 | non disputati | |                              |
| 2018                              | 2018                              | NFL                               | AFC                               | West                              | 4                                 | 4                                 | 12                                | 0                                 | non disputati | |                              |
| 2019                              | 2019                              | NFL                               | AFC                               | West                              | 3                                 | 7                                 | 9                                 | 0                                 | non disputati | |                              |
| 2020                              | 2020                              | NFL                               | AFC                               | West                              | 2                                 | 8                                 | 8                                 | 0                                 | non disputati | Diventano Las Vegas Raiders. |                              |
| 2021                              | 2021                              | NFL                               | AFC                               | West                              | 2                                 | 10                                | 7                                 | 0                                 | S Wild Card Game contro i Cincinnati Bengals (19-26) | Da questa stagione le partite della stagione regolare diventano 17.                                                                                    |                              |
| 2022                              | 2022                              | NFL                               | AFC                               | West                              | 3                                 | 6                                 | 11                                | 0                                 | non disputati | |                              |
| 2023                              | 2023                              | NFL                               | AFC                               | West                              | 2                                 | 8                                 | 9                                 | 0                                 | non disputati | |                              |
| 2024                              | 2024                              | NFL                               | AFC                               | West                              | 4                                 | 4                                 | 13                                | 0                                 | non disputati | |                              |
| Totale                            | Totale                            | Totale                            | Totale                            | Totale                            | Totale                            | 509                               | 480                               | 11                                | Record di stagione regolare | Record di stagione regolare | Record di stagione regolare  |
| Totale                            | Totale                            | Totale                            | Totale                            | Totale                            | Totale                            | 25                                | 20                                |                                   | Record dei play-off | Record dei play-off | Record dei play-off          |
| Totale                            | Totale                            | Totale                            | Totale                            | Totale                            | Totale                            | 534                               | 500                               | 11                                | Stagione regolare e play-off | Stagione regolare e play-off | Stagione regolare e play-off |

Legenda
- Vittoria nel Super Bowl (dal 1966)
- Vittoria nella lega (1920-1969)
- Vittoria nella Conference

- Vittoria nella Division
- Qualificazione al Wild Card Game (dal 1978)
- V = Vittorie

- S = Sconfitte
- P = Pareggi
- T = Posizione a pari merito